# یوشیو کونو
یوشیو کونو (انگلیسی: Yoshio Kono) کشتی‌گیر اهل ژاپن بود. وی در بازی‌های المپیک تابستانی ۱۹۳۲ شرکت کرده‌است.